# Gheorghe Dubleșiu
Gheorghe Dubleșiu (n. 11 martie 1875, Romos, Județul Hunedoara, Regatul Ungariei – d. 28 decembrie 1938, Blaj, Regatul României) a fost un deputat în Marea Adunare Națională de la Alba Iulia, organismul legislativ reprezentativ al „tuturor românilor din Transilvania, Banat și Țara Ungurească”, cel care a adoptat hotărârea privind Unirea Transilvaniei cu România, la 1 decembrie 1918..

## Biografie
Dr. Gheorghe Dubleșiu, uneori apare în documente ca George sau Georgiu Dubleșiu ori Dubleș, chiar și György Dubleșiu, s-a născut în data de 11 martie 1875, într-o familie de țărani din Romos, fiind al patrulea copil al soților Nicolae și Ana Dubleșiu. Tatăl avea 50 de ani și mama – 35 de ani când li s-a născut al patrulea copil. De altfel, el a rămas orfan de tată la vârsta de 13 ani, în 1888. Cu toate acestea, a urmat gimnaziul la Orăștie și Sibiu, după care s-a înscris la Facultatea de Drept a Universității din Cluj Napoca, apoi la Budapesta, obținând doctoratul în Drept.
În 1903, s-a căsătorit la Orăștie cea care îi va deveni ulterior soție, Veturia Corvin, cu un farmacist din Rășinari, pe numele său Voicu Cloaje. Mariajul nu durează foarte mult. Doi ani mai târziu, în 1905, „Foaia poporului” anunță că „Dl. Dr. George Dubleșiu, adv. în Hunedoara, își sărbează cununia cu d-na Veturia Corvin din Orăștie, în 26 Octomvrie n., în bis. gr.-or. din Orăștie”, iar „Gazeta Transilvaniei” anunța, la rândul său, că „Veturia Corvin și Dr. George Dubleșiu își vor celebra cununia în 26 octomvrie st. a. la orele 3 ½   p.m. în bis. gr.-or. din Orăștie”. Veturia Corvin a făcut parte din Reuniunea femeilor române..

## Activitatea profesională
După terminarea studiilor, s-a stabilit la Hunedoara, unde a devenit avocat. Exact în anul în care a murit mama sa, 1903, ziarele anunță că dr. Gheorghe Dubleșiu și-a luat cenzura de avocat. „Dl Dr. George Dublesiu a depus la Budapesta cu succes bun censura de advocat. Sincerile noastre felicitări!”, anunța ziarul „Bunul econom” în iunie 1903. Și revista „Familia” scria că dr. Gheorghe Dubleșiu e un nou avocat român, care „de curând a făcut censură de advocat ș-a deschis cancelarie la Hunedoara”..
Câteva luni mai târziu, în noiembrie, se anunță că la Hunedoara s-a înființat o casină română (n. red.: aceasta a fost inițial o adunare a negustorilor brașoveni, înființată încă din 1835, dar, treptat, adunarea a evoluat într-o instituție de cultură, care a adunat cei mai străluciți cărturari ai localității. Urmând acest model, au fost înființate casine române în mai multe localități din Transilvania)..
De asemenea, dr. Dubleșiu a fost membru al ASTRA (Asociația Transilvană pentru Literatura Română și Cultura Poporului Român, care a avut un rol însemnat în emanciparea culturală și politică a românilor din Transilvania), întâi în Despărțământul Deva, iar mai apoi a devenit membru fondator și pe viață al Despărțământului Hunedoara..

## Activitatea politică
Nu se știe exact când dr. Gheorghe Dubleșiu a intrat în Partidul Național Român, dar nu este nimic ieșit din comun, având în vedere că era implicat în mișcarea națională a tinerilor transilvăneni, ca mai toți studenții români de la Budapesta. El era adept al direcției activiste, adică aripa partidului care dorea să lupte pentru emanciparea românilor;  pasiviștii care voiau să câștige drepturi pentru români fără să supere prea mult autoritățile..
Pentru început, dr. Dubleșiu a fost membru în Consiliul Hunedoarei, în care dintre cei 23 de consilieri doar 4 erau români. În anul 1916 s-a numărat printre cei 8 hunedoreni care au fost escortați de jandarmi la Hațeg spre a fi internați și ulterior urmând să fie trimiși în Ungaria. Surprinzător, prefectul de atunci, Ladislau Mara, a intervenit și cei 8 au fost trimiși înapoi acasă după 24 de ore..
Ca deputat în Adunarea Națională din 1 decembrie 1918 a fost delegat al colegiul electoral al cercului electoral Hunedoara, ținut în ziua de 24 noiembrie 1918. După Unire, a fost printre fruntașii hunedoreni care au scris în primul ziar românesc din județ și deschis la Hunedoara în 1919 și numit „Glasul Hunedoarei”.. A fost prefect al județului Ciuc între anii 1919-1920 și prefect al județului Hunedoara între anii 1922-1926. A fost nota public în Sibiu între anii 1936-1937 și 1938..

## Moartea
În data de 28 decembrie 1938, între stațiile Cisteiul Român și Crăciunel, lângă Blaj, trenul accelerat de București s-a ciocnit cu un tren personal. În accident au murit trei persoane și 6 au fost rănite. Între morți – dr. Gheorghe Dubleșiu. A fost înmormântat în satul Romoșel..

## Lectură suplimetară
- Ioan I. Șerban, Nicolae Josan (coord.), Dicționarul personalităților Unirii. Trimișii românilor transilvăneni la Marea Adunare Națională de la Alba Iulia, Alba Iulia, Editura Altip, 2003.
- Daniela Comșa, Eugenia Glodariu, Maria M. Jude, Clujenii și Marea Unire, Muzeul Național Transilvania, Cluj-Napoca, 1998
- Florea Marin, Medicii și Marea Unire, Editura Tipomur, Târgu Mureș, 1993
- Silviu Borș, Alexiu Tatu, Bogdan Andriescu, (coord.), Participanți din localități sibiene la Marea Adunare Națională de la Alba Iulia din 1 decembrie 1918, Editura Armanis, Sibiu, 2015